# Lidskoprávní aktivista
Lidskoprávní aktivista je osoba, která se individuálně nebo kolektivně zasazuje o podporu nebo ochranu lidských práv. Obhajoba lidských práv není vázána jako aktivita na profesi jedince, může se jednat o profesní náplň či o dobrovolnou, volnočasovou aktivitu.

## Legislativní zaštítění
Dne 9. prosince 1998 vydala Organizace spojených národů Deklaraci o obráncích lidských práv, aby legitimizovala jejich pozici při aktivitách v oblasti lidských práv. Toto označení se začalo používat poté, co Valné shromáždění OSN vydalo Deklaraci o právu a odpovědnosti jednotlivců, skupin a orgánů společnosti prosazovat a chránit všeobecně uznávaná lidská práva a základní svobody (známá jako A/RES/53/144, 1998, Deklarace o obráncích lidských práv). Definice pojmu je v případě tohoto dokumentu široká, zahrnuje každého, kdo prosazuje nebo hájí lidská práva. Ustanovení pozice podpořil informační list č. 29 vydaný v roce 2004 Úřadem vysokého komisaře OSN pro lidská práva. Deklarace není právně závazná.

## Vzdělání
Informační list č. 29 vydaný v roce 2004 vydaný Úřadem vysokého komisaře OSN pro lidská práva uvádí, že k funkci není vyžadována žádná oficiální kvalifikace, pouze přijetí étosu univerzálnosti lidských práv a nenásilného chování. Vzdělání může být výhodné při obhajobě práv konkrétních skupin (žen dětí, domorodců).

## Ohrožení plynoucí z aktivismu
Aktivismus za lidská práva může být důvodem represivních opatření proti jedincům i kolektivům ze strany soukromých i státních složek. Tato opatření mohou mít různou formu, povahu a stupeń ohrožení - od státních výhružek po skutečné usilování o život. V roce Organizace Front Line Defenders uvádí, že v roce 2020 bylo ve 25 sledovaných zemích zjištěno 331 vražd obhájců lidských práv spojených s výkonem jejich aktivismu. Některé hrozby jsou specifické dle oblasti, ve které se aktivisté angažují. Deklarace zároveň definuje povinnost státu chránit obhájce lidských práv před násilím, odvetou a zastrašováním v důsledku jejich práce v oblasti lidských práv.

## Český kontext
V České republice působí jak mezinárodní, tak vnitrostátní organizace bojující za lidská práva. Většinou mají neziskovou formu. Mezi nejznámější zahraniční organizace působící na území Česka se řadí Amnesty International, Human Right Watch a Freedom House. Dále zde působí také vnitrostátní organizace – Český helsinský výbor či Člověk v tísni.